# Communauté de communes du Carrefour des Quatre Provinces
Die Communauté de communes du Carrefour des Quatre Provinces ist ein ehemaliger französischer Gemeindeverband mit der Rechtsform einer Communauté de communes im Département Creuse in der Region Nouvelle-Aquitaine. Sie wurde am 28. Dezember 1998 gegründet und umfasste 15 Gemeinden. Der Verwaltungssitz befand sich im Ort Gouzon.

## Historische Entwicklung
Mit Wirkung vom 1. Januar 2017 fusionierte der Gemeindeverband mit 
- Communauté de communes du Pays de Boussac sowie
- Communauté de communes d’Évaux-les-Bains Chambon-sur-Voueize

und bildete so die Nachfolgeorganisation Communauté de communes Pays de Boussac, Carrefour des Quatre Provinces, Évaux-les-Bains/Chambon-sur-Voueize.

## Ehemalige Mitgliedsgemeinden
1. Blaudeix
2. La Celle-sous-Gouzon
3. Cressat
4. Domeyrot
5. Gouzon
6. Jarnages
7. Ladapeyre
8. Parsac-Rimondeix (Commune nouvelle)
9. Pierrefitte
10. Pionnat
11. Saint-Julien-le-Châtel
12. Saint-Loup
13. Saint-Silvain-sous-Toulx
14. Trois-Fonds
15. Vigeville